# Samuel Hoare
Samuel John Gurney Hoare, 1. vikomt Templewood (Samuel Hoare, 1st Viscount Templewood, 2nd Baronet Hoare of Sidestrand Hall) (24. února 1880, Londýn, Anglie – 7. května 1959, Londýn, Anglie) byl britský státník, významný představitel Konzervativní strany první poloviny 20. století. V meziválečném období byl členem několika vlád, zastával funkce ministra letectva, ministra pro Indii, vnitra, zahraničí a námořnictva. Před druhou světovou válkou prosazoval politiku appeasementu, za války byl britským velvyslancem ve Španělsku. V závěru života se uplatnil jako spisovatel, získal řadu zahraničních vyznamenání, mimo jiné byl nositelem velkokříže československého Řádu Bílého lva.
Pocházel z významné bankéřské rodiny, která v 17. století založila nejstarší soukromý bankovní ústav v Anglii. Byl synem dlouholetého poslance Sira Samuela Hoare (1841–1915), studoval v Harrow a Oxfordu, díky otci se v roce 1905 stal tajemníkem ministra kolonií A. Lyttletona. V roce 1906 poprvé neúspěšně kandidoval ve volbách a stal se smírčím soudcem v Norfolku, od roku 1907 byl členem městské rady v Londýně. V letech 1910–1944 byl členem Dolní sněmovny za Konzervativní stranu (celou dobu v parlamentu zastupoval londýnský obvod Chelsea). Jako důstojník se aktivně zúčastnil první světové války, v hodnosti podplukovníka působil u ruského generálního štábu, později sloužil v Itálii. Za zásluhy během války získal několik zahraničních vyznamenání (Řád sv. Anny, Řád sv. Stanislava, Řád sv. Mauricia a sv. Lazara). Mezitím v roce 1915 zdědil po otci titul baroneta a od té doby užíval jméno Sir Samuel Hoare.

## Politická kariéra
Po první světové válce se aktivně začal věnovat politice a měl významný podíl na pádu vlády D. Lloyd George v roce 1922. V konzervativních vládách byl pak státním sekretářem pro letectvo (1922–1924 a 1924–1929), od roku 1924 byl též členem Tajné rady. Rozvoji letectva věnoval značnou energii a byl také účastníkem prvního civilního letu do Indie (1927). V letech 1929–1931 byl mluvčím konzervativní opozice, poté vstoupil do MacDonaldovy koaliční vlády jako ministr pro Indii (1931–1935). V této funkci se značnými problémy prosadil zákon o samosprávě Indie (Government of India Act, 1935).
V roce 1935 dostal nabídku na funkci indického místokrále, ale s vyhlídkou na případný post premiéra zůstal v Anglii. Od června 1935 byl krátce ministrem zahraničí a spolu s francouzským kolegou Pierrem Lavalem vypracoval garanční smlouvu (tzv. Hoare-Lavalův pakt), která v podstatě stvrdila italskou okupaci Habeše. To bylo v rozporu s postojem Společnosti národů a po drtivé kritice v Anglii musel Hoare na funkci ministra zahraničí rezignovat (prosinec 1935). Do vlády se ale krátce poté vrátil jako první lord admirality (1936–1937), státní sekretář vnitra (1937–1939), lord strážce tajné pečeti (1939–1940) a od dubna do května 1940 znovu ministr pro letectvo. V Chamberlainově vládě byl stoupencem politiky appeasementu a na počátku druhé světové války bylo podmínkou vstupu labouristů do Churchillova koaličního kabinetu Hoareho odvolání. V květnu 1940 opustil vládu, ale krátce nato se stal velvyslancem ve Španělsku (1940–1944). Po ukončení této diplomatické mise byl v roce 1944 povýšen na vikomta a povolán do Sněmovny lordů.
Zastával také řadu čestných funkcí, v letech 1937–1959 byl kancléřem univerzity v Readingu. Poté, co získal několik zahraničních vyznamenání za účast v první světové válce, další řády získal ve třicátých letech a mimo jiné byl nositelem velkokříže československého Řádu Bílého lva (1924). Uplatnil se také jako spisovatel a po druhé světové válce vydal několik knih, které vycházely z jeho dlouhodobého působení ve státních službách. Jednu publikaci věnoval problematice trestu smrti, o jehož zrušení usiloval již ve třicátých letech jako ministr vnitra (The Shadows of the Gallows, 1951).
Jeho manželkou byla od roku 1909 Maud Lygon (1882–1962), dcera nejvyššího hofmistra 6. hraběte Beauchampa. Jejich manželství zůstalo bez potomstva a šlechtické tituly tak zanikly.

## Vyznamenání
- Řád Bílého lva I. třídy (Československo, 14. července 1924)[3][4]
- velkokříž Řádu Dannebrog (Dánsko)[3]
- Řád svatého Mauricia a svatého Lazara (Italské království)[3]
- velkokříž Řádu dynastie Oranžsko-nasavské (Nizozemsko)[3]
- Řád svaté Anny (Rusko)[3]
- Řád svatého Stanislava (Rusko)[3]
- společník Řádu svatého Michala a svatého Jiří (Spojené království, 1917)[3]
- komtur velkokříže Řádu polární hvězdy (Švédsko)[3]